# Три концертных этюда (Лист)
Три концертных этюда — набор из трёх фортепианных этюдов, написанный Ференцом Листом. Они были написаны в период с 1845 по 1849 год. Они были опубликованы в Париже как Trois caprices poétiques, с тремя отдельными названиями, под которыми они известны сегодня.
Как видно из названия, они предназначены не только для овладения более качественной техникой, но и для концертного исполнения. Лист был пианистом-виртуозом и мог легко играть многие сложные произведения, которые обычно считались трудными. Итальянские подзаголовки, теперь связанные с этюдами — Il lamento («Плач»), La leggierezza («Легкость») и Un sospiro («Вздох») — впервые появились во французском издании.

## Этюд № 1 —Il lamento
Il lamento (что означает «плач») — первый из трёх концертных этюдов. Написанный в тональности ля-бемоль мажор, он является одним из самых длинных произведений Листа в этом жанре. Он начинается с лирической мелодии из четырёх нот, которая проходит через произведение, за которой следует хроматический узор в стиле Шопена, который снова появляется в коде. Хотя пьеса начинается и заканчивается в ля-бемоль мажоре, внутри произведения тональность отклоняется и модулируется в многие другие тональности, в том числе к ля, соль, ре-диез, фа-диез и си.

## Этюд № 2 —La leggierezza
La leggierezza (что означает «легкость») — второй этюд в этом сборнике. Это однотематическая пьеса в тональности фа минор, с очень простой мелодической линией для каждой руки. Произведение имеет необычную разметку темпа Quasi allegretto. Этюд начинается с быстрого, но тонкого арпеджио из шестнадцати хроматических нот, разделенного на терции и сексты, с нерегулярным ритмическим подразделением и каденцией, чтобы подчеркнуть атмосферу, заложенную в его названии. Технические трудности, связанные с исполнением пьесы, включают быстрые хроматические пробеги, часто с нерегулярными ритмическими группами, а также пассажи в терциях и секстах. Исполнители почти повсеместно предпочитают оссию (облегчённую версию) для правой руки с проходами в малых терциях.

### Альтернативная концовка
Исполнители часто играют альтернативный финал, написанный польским учителем Теодором Лешетицким. Двое его учеников, Игнаций Ян Падеревский и Бенно Моисеевич, исполнили и записали эту вариацию. Запись Падеревского включает полную «концовку Лешетицкого», а запись Моисеевича включает его собственную, сокращённую и упрощённую версию концовки Лешетицкого. Саймон Барер также записал этюд с сокращенной версией концовки Лешетицкого.

## Этюд № 3 —Un sospiro

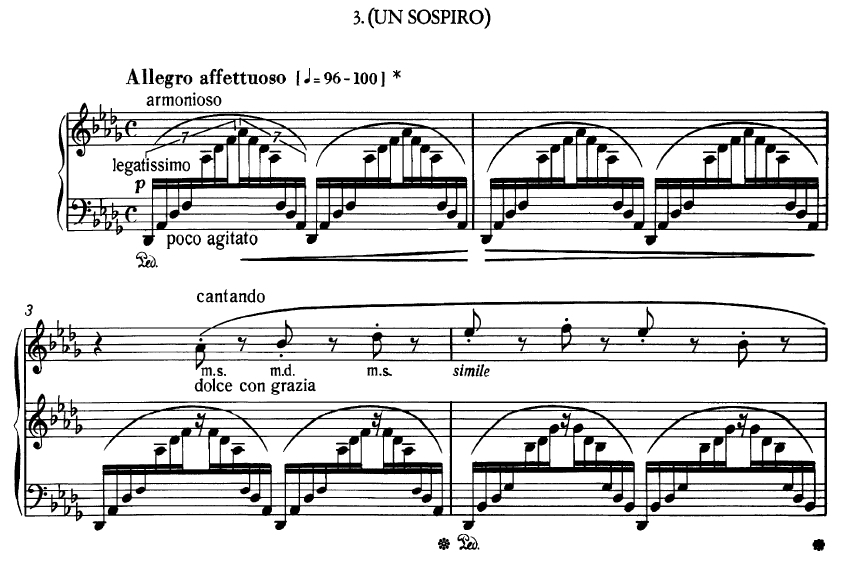
Начало этюда Un Sospiro

Un Sospiro (что означает «вздох») — третий из концертных этюдов. Он написан в ре-бемоль мажоре и известен как Un Sospiro. Однако вполне вероятно, что это название принадлежит не Листу. Хотя нет никаких доказательств того, что он активно пытался удалить подзаголовок, ни в одном из изданий «Трех концертных этюдов», опубликованных Кистнером при жизни Листа, оно не использовалось; в последующие годы он просто игнорировал это название.
Этюд представляет собой произведение, нацеленное на улучшение различной техники: для игры требуется скрещивать руки, играть простую мелодию с чередованием рук и арпеджио. Это также тренирует то, как руки должны влиять на мелодию с её многочисленными акцентами или фразировкой с чередованием рук. Мелодия весьма драматична, почти импрессионистична, временами радикально меняется в динамике. Этот этюд вдохновил многих слушателей. Многие пианисты считают этот этюд одним из самых красивых фортепианных произведений, когда-либо сочиненных. Лист держал этюд в своем репертуаре до последних лет своей жизни.
Un sospiro состоит из плавного фонового аккомпанемента, на который наложена простая мелодия, написанная на третьем нотоносце. Этот третий нотоносец является дополнительным скрипичным нотоносцем, написанный с указанием исполнителю, что ноты со штилем вверх предназначены для правой руки, а ноты со штилем вниз — для левой руки. Фон чередуется между левой и правой рукой таким образом, что на протяжении бо́льшей части пьесы левая рука играет гармонию, правая рука играет мелодию, и наоборот, левая рука пересекает правую, недолго играет мелодию, прежде чем снова перейти к аккомпанементу.
Ближе к концу, после основной кульминации произведения, обеими руками необходимо скрестить ещё более сложный узор. Так как есть так много нот, которые нужно играть быстро, и они находятся слишком далеко от других нот которые также необходимо играть, руки должны скрещиваться несколько раз, чтобы достичь драматических нот ближе к концу пьесы на последней странице.
Этот этюд, наряду с другими концертными этюдами, был написан в честь дяди Франца Листа, Эдуарда Листа (1817—1879), сводного младшего брата его отца. Эдуард занимался делами Листа более тридцати лет до своей смерти в 1879 году.

### В кино и телевидении
Этюд Un Sospiro стал настолько популярен, что его не раз использовали в фильмах и телесериалах. Ниже приведён список где появлялся этот этюд:
- Фильм Андре де Тота «Другая любовь» (1947), в котором этюд играет персонаж Барбары Стэнвик[7]

- Фильм Пола Гордона «Магия концерта» (1948)
- Как повторяющаяся музыкальная тема в фильме Макса Офюльса «Письмо незнакомки» (1948)
- Как главная тема биографического фильма Листа «Нескончаемая песня» (1960)
- Фильм Скотта Хикса «Блеск» (1996), основанный на жизни Дэвида Хельфготта
- Фильм Джуна Итикавы Зава-дзава Симо-Китадзава (2000)
- Телешоу «Kings» (2009)
- Фильм 2011 года «Зеленый шершень», когда персонаж Като играет на пианино с Ленор на их первом свидании.
- Телешоу 2016 «Проще простого»